# Kvinnors universitetshistoria i Sverige

Kvinnliga studenter i Uppsala 1903

Kvinnors universitetshistoria i Sverige är över 140 år gammal och inleds med kvinnors tillträde till universitetet år 1873, nästan 400 år efter det första universitetet  i Sverige grundades. Kvinnor fick då rätt att ta examen på filosofisk, medicinsk samt lägre nivåer på juridisk fakultet. I enlighet med grundlagen kunde kvinnor dock inte göra karriär inom universiteten eller inneha högre tjänster inom staten. Först ungefär 50 år efter det att kvinnor fått tillträde till universitetet trädde behörighetslagen i kraft år 1925 och då fick kvinnor tillgång till de flesta tjänster som de utbildat sig till. Kvinnor har sedan år 1977 varit i majoritet vid högskolan.

## Kvinnors tillträde till universiteten

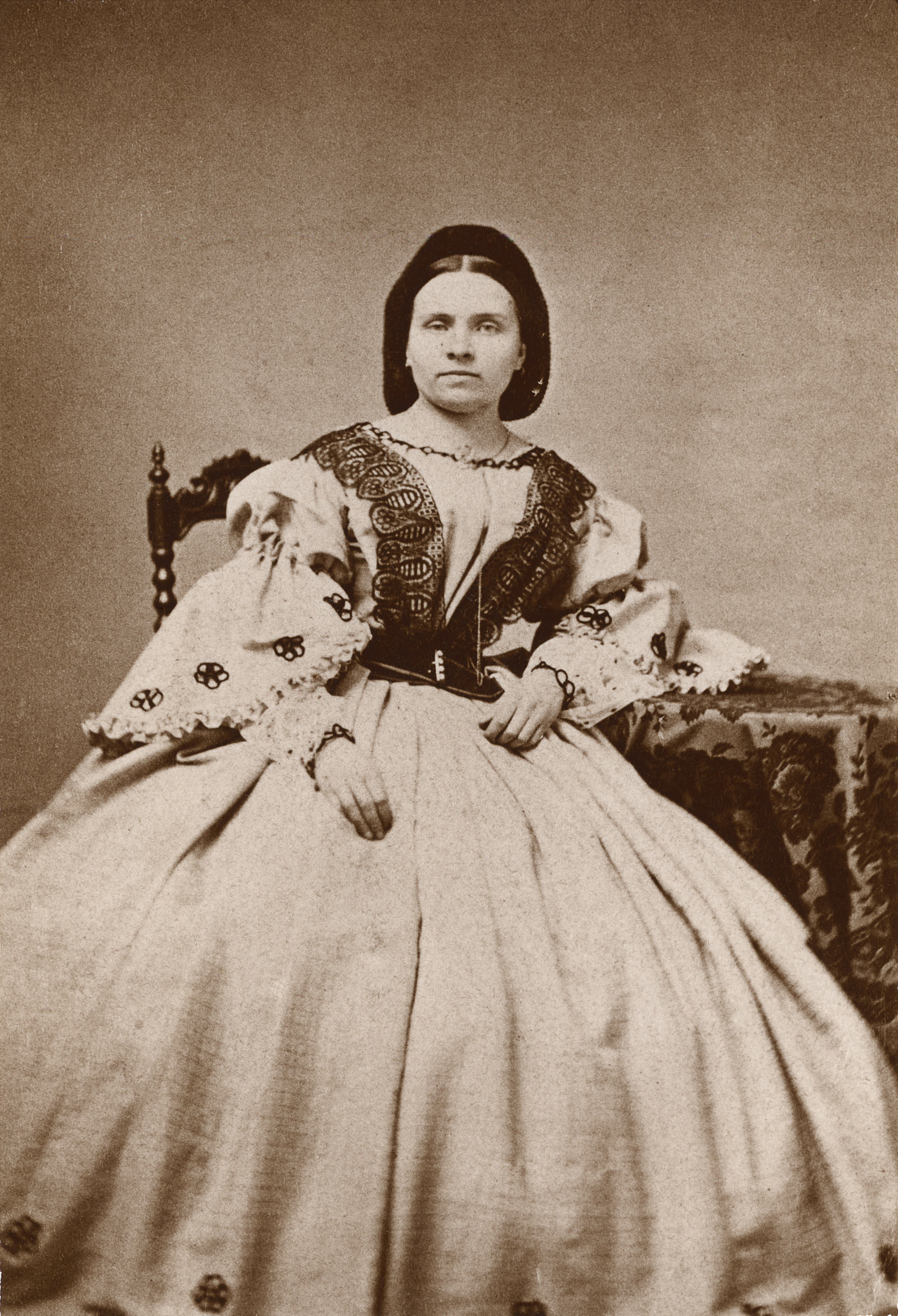
Porträtt av Betty M C Pettersson, Sveriges första kvinnliga student

År 1873 fick kvinnor rätt att studera vid universiteten och ta examen vid filosofisk och medicinsk fakultet, samt lägre nivåer på juridisk fakultet. Kvinnor hade år 1870 fått rätt att avlägga studentexamen samt studera vid medicinsk fakultet. Kvinnors tillträde till universiteten var en fråga som hade diskuterats livligt i den svenska riksdagen och vid universiteten, där många var kritiska till att låta kvinnor studera.  Upprinnelsen till riksdagens beslut var att riksdagsmannen Carl Johan Svensén vid 1865 års riksdag förde fram ett förslag som gav kvinnor rätt att avlägga akademisk examen. I riksdagen var det Allmänna besvärs och ekonomiutskottet som behandlade frågan kring kvinnors rätt till universitetsstudier, och utskottet såg positivt på Svenséns förslag. Utskottet behandlade frågan grundligt och framhöll att Skaparen i princip hade utrustat kvinnan med samma andliga förmögenhet som mannen. Frågan handlade därför om "huruvida människosläktet vid arbetet i intelligensens tjänst" hade råd att undvara den ena hälften av sitt bestånd. Utskottet förklarade även att det ett par år tidigare hade funnits 283 578 fler kvinnor än män i giftasvuxen ålder. Utskottet menade att dessa kvinnor inte borde förvägras större valfrihet gällande yrken och påminde om att i Nordamerika hade läkaryrket och läraryrket visat sig vara särskilt lämpade för kvinnor. Utskottet föreslog då att kvinnorna skulle få tillträde till universiteten och avlägga examina "inom de världsliga fakulteterna", vilket då inte innefattade teologi. Detta blev utskottets beslut, men 17 ledamöter reserverade sig mot beslutet. Professor Sigurd Ribbing, representant för Uppsala universitet i utskottet, var en av dem som reserverade sig mot utskottets beslut. Han ifrågasatte till vilka arbeten i samhället som kvinnan kunde anses lämplig och menade att kvinnor var betydligt mer känslosamma än män och därmed inte passade in i arbeten som krävde intelligens. Andra argument som framfördes mot kvinnors rätt till universitetsstudier var att kvinnors hjärnor inte var utvecklade för att klara av akademiska studier samt att kvinnors organ kunde slås ut ifall de ansträngde sina hjärnor för mycket. Man menade även att kvinnornas plats var i hemmet och att det var meningslöst att de skulle ta upp platser vid universiteten. De flesta som yttrade sig diskuterade aldrig rättviseaspekten och huruvida kvinnan kunde kräva samma mänskliga rättigheter som mannen. De enda som talade om detta var medicinarna, som var positiva till att låta kvinnor studera. När Allmänna besvärs och ekonomiutskottets förslag om kvinnors tillträde till universiteten år 1866 sändes på remiss till universiteten, kom ett starkt tillstyrkande från medicinska fakulteten i Lund.  Professorerna Johan Lang och Carl Fredrik Naumann uttryckte sig väl både om kvinnors intellektuella förmåga och "rättvisa fordran". De ansåg samt att kvinnor borde ha alla möjligheter till undervisning och befordran som mannen. Genom ett beslut av konungen fick kvinnor år 1870 rätt att avlägga studentexamen och studera medicin. När det gällde övriga universitetsutbildningar fanns det kritiska röster, men trots detta fick kvinnor år 1873 rätt att läsa vid universiteten samt tillträde till de filosofiska och juridiska fakulteterna. Kvinnor fick dock inte avlägga juridiska examina högre än jur.kand och den teologiska fakulteten förblev stängd för kvinnorna. Dock behövde de unga kvinnorna själva bekosta sina universitetsförberedande studier eftersom de statliga läroverken, som var avgiftsfria, var reserverade för män. Kvinnorna hänvisades till att gå upp som privatister för att ta studentexamen eller att ta studentexamen vid något av de fåtal privata flickläroverken. Betty Petterson (1838-1885) blev år 1871 den första kvinnan som avlade studentexamen. Därefter sökte hon dispens hos konungen för att börja studera vid Uppsala universitet år 1872, och därmed blev hon Sveriges första kvinnliga student i universitetets nästan 400 år långa historia.

## De första kvinnorna vid universiteten  1873-1920

Kvinnliga studenter i Uppsala 1911

I början var det väldigt få kvinnor som sökte till universiteten. År 1882 var det endast 4 kvinnor av totalt 1593 studenter vid Uppsala universitet. En orsak till detta var att det inte fanns någon allmän förberedande skola för flickor som ville studera vid universitetet, då de högre allmänna läroverken var stängda för flickor. Det var endast unga kvinnor som kom från förmögna hem där föräldrarna hade råd att låta dem gå i privata flickskolor som kunde ta studentexamen och studera vidare på universitetet. För att en kvinna skulle kunna börja läsa vid universitetet i Uppsala eller Lund krävdes familjens stöd. Ungefär hälften av kvinnorna tog examen. År 1914 hade 435 kvinnor i Sverige  avlagt akademisk examen.  Under perioden 1872-1914 tillhörde  382 kvinnor (63,7 %)  den filosofiska fakulteten, 171 (28,5 %) den medicinska fakulteten, 7 (1,2 %) den juridiska fakulteten och 9 (1,5 %) den teologiska fakulteten. Resterande studenter kan varken hänföras till filosofisk eller medicinsk fakultet eller så saknas uppgift om fakultetstillhörighet. Det fanns ett öppet och dolt motstånd mot kvinnliga studenter vid universiteten. Många professorer visade öppet förakt eller nedlåtenhet. För de första kvinnliga studenterna blev det en kamp att utnyttja sina rättigheter, att tränga sig in och göra sig gällande på ett område som var helt mansdominerat.

### De akademiska kvinnornas kamp
De kvinnor som läste vid universiteten kunde inte använda sina kunskaper i arbetslivet; de kunde varken göra akademisk karriär efter en examen eller disputation, eller använda sin utbildning för att söka högre tjänster inom staten förrän 1925. I enlighet med den tjugoåttonde paragrafen i grundlagen var det endast "infödda svenska män" som hade rätt till högre tjänster inom den akademiska världen, statliga tjänster och ämbeten. Kvinnorna hänvisades istället till arbete inom den privata sektorn. När fler kvinnor utbildade sig och tog examen, började kvinnorna då ställa krav på att få använda sina examina i karriärsyfte för högre tjänster. De akademiska kvinnorna organiserade sig för att ändra på principerna i grundlagen och grundade Akademiskt Bildade Kvinnors Förening (ABKF) för att kvinnor skulle få behörighet till statliga ämbeten. Akademiskt Bildade Kvinnors Förening bildades den 25 mars 1904 med syftet att kämpa för de akademiskt bildade kvinnornas rättigheter. Juristen Elsa Eschelsson blev föreningens ordförande. ABKF skulle omfatta kvinnor från alla fakulteter och verksamheten syftade till att arbeta för att akademiskt utbildade kvinnor skulle få samma rättigheter som män med motsvarande kompetens. Ett av ABKF:s viktigaste mål var att försöka ändra på grundlagen och urholka männens yrkes och kunskapsmonopol. De menade att börd eller könstillhörighet inte borde gå före utbildning eller meriter, utan att kompetens borde gå före kön. Kvinnornas ansträngningar resulterade, i en grundlagsändring år 1909. Ändringen i paragraf 28 innebar att kvinnor fick rätten att inneha högre tjänster inom undervisningsväsendet. År 1918 fick kvinnor genom ett riksdagsbeslut rätt att inneha tjänst som rektor vid högre lärarinneseminarium och vid kvinnligt folkskoleseminarium, samt som adjunkt och lektor vid läroverk och seminarium.  Detta gällde dock endast ogifta kvinnor. En gift kvinna behövde erhålla särskilt tillstånd från kungen. Om kvinnan gift sig efter det att hon tillträtt tjänsten behövde hon inte avgå, om inte vederbörande skolstyrelse ansåg att var det nödvändigt. Lönen och pensionsåldern blev lägre för kvinnor än för män. Övriga fullmaktstjänster förblev stängda för kvinnor. År 1923 antogs behörighetslagen, som trädde i kraft år 1925 och innebar att kvinnor beviljades behörighet att besitta statstjänst eller annat allmänt uppdrag. Dock gjordes undantag för präst och polistjänst. Behörighetslagen innebar att kvinnor kunde söka professorstjänster och andra statliga tjänster som krävde en högre utbildning. Dock innebar inte behörighetslagen att vägen var öppen till de högre tjänsterna inom den akademiska världen, och det var det fortfarande svårt för kvinnor att bli professorer.  Mellan 1870 och 1949 disputerade 104 kvinnor i Sverige, och av dessa var det endast en som blev professor. Många kvinnor kom successivt till universiteten, men de flesta nöjde sig med grundläggande examina, ofta för att bli lärare. Ganska få kvinnor valde att disputera och av dem som faktiskt avlade doktorsexamen, var det väldigt få som fortsatte med forskning. Kvinnor som disputerade blev ofta lektorer vid gymnasier eller seminarier.

## Kvinnor vid universiteten under 1920 och 1930-talet
Antalet kvinnliga studenter vid universitetet ökade under 1920 och 1930-talet tack vare behörighetslagens tillkomst, gymnasieskolereformen 1927 samt förändringar gällande studenternas ekonomiska förutsättningar. Gymnasieskolereformen år 1927 innebar att kvinnor hade rätt att ta studentexamen vid allmänna läroverk och att flickor därmed hade samma utbildningsmöjligheter som pojkar och blev behöriga till studier på samma villkor. 1930-talet blev ett genombrott för kvinnor vid universiteten då fler och fler kvinnliga studenter sökte sig till universitetet, och år 1935 utgjorde kvinnorna 15% av studenterna vid Uppsala universitet och cirka 18% vid Lunds universitet.

### Kvinnors akademiska studier ifrågasätts
Under 1930-talet diskuterades kvinnors högre studier mycket i både samhällsdebatten och den lokala debatten, och det motstånd som fanns mot kvinnors högre studier var ibland mer subtilt och ibland mer explicit uttryckt. Det var både politiker och samhällsdebattörer som ifrågasatte nyttan med kvinnors akademiska studier. Vid denna tidpunkt fanns det ett studentöverskott och det var främst kvinnornas ökande antal vid universitetet som diskuterades i relation till studentöverskottet. De 15% kvinnliga studenterna ansågs vara ett tecken på rejäl tillströmning och kvinnorna sågs som ett hot då konkurrensen om de akademiska yrkena var hård. Man försökte på olika sätt förmå de unga kvinnorna att satsa på annat än en akademisk utbildning. Flera yrkesvägledande skrifter utkom som särskilt vände sig till unga kvinnor, där kvinnorna uppmanades tänka efter innan de gav sig på en universitetsutbildning med motiveringen att det var bättre att genomföra en kortare praktisk utbildning än att misslyckas med en lång akademisk utbildning.

### Sambeskattningen
Sambeskattningen var en fråga som debatterades i samhället under 1930-talet och som synnerligen kan ha påverkat kvinnors utbildningsmöjligheter. Sambeskattningen innebar att man lade ihop gifta makars inkomster som sedan beskattades. Detta innebar att en familj där mannen var förvärvsarbetare och kvinnan hemmafru tjänade mer på systemet än en familj där både kvinnan och mannen arbetade. De kvinnliga akademikerna drabbades hårdast av sambeskattningssystemet, eftersom de vid giftermål förlorade stora delar av sin inkomst när den lades samman med deras makars.

## Kvinnor vid universiteten under 1940-talet
Allt fler kvinnliga studenter sökte sig till universitetet och år 1940 hade andelen kvinnor vid universiteten ökat till 27% i både Lund och Uppsala. Det ökade antalet kvinnor framställdes i regel inte som ett välkommet tillskott av intellektuella, utan som en kvantitet utan någon kvalitet. Under andra världskriget var frågan om kvinnors högre studier väldigt aktuell och frågan diskuterades i många olika sammanhang av både kvinnliga och manliga debattörer.

### Kvinnliga studenter skapar konkurrens
Under andra världskriget tillkom flera faktorer som stärkte upplevelsen av de kvinnliga studenternas konkurrens och kvinnorna sågs som ett hot mot de manliga studenternas framtida arbetsmarknad. Fler och fler kvinnor sökte sig till universiteten, och under andra världskriget ökade andelen kvinnor vid Uppsala universitet från 20% till 28%. Då många manliga studenter tvingades lämna universiteten för militärtjänstgöring under kriget resulterade det i att många män kände sig hotade av de kvinnliga studenterna. De manliga studenterna hävdade att de kom efter i konkurrensen om akademiska yrken. De livliga protesterna mot orättvisorna resulterade i att en särskild militärpoäng infördes som gjorde det enklare för män som varit inkallade att komma in på olika universitetsutbildningar. Genom att införa könskvotering och militärpoäng till männens fördel vid folkskollärarseminarierna och läkarutbildningen hindrade man kvinnorna från att konkurrera ut männen. De kvinnliga studenterna protesterade mot militärpoängen. Olika argument framfördes, som att barnafödande tvingade kvinnor att avbryta studierna men att dessa inte fick någon kompensation eller förtur till utbildningar på grund av det.

### Undersökningar kring kvinnors akademiska studier
Vid denna tidpunkt kom både vetenskapliga och statistiska undersökningar som framhöll att kvinnor var mindre lämpade för akademiska studier än män. Kvinnors intellekt ansågs inte vara lika lämpad för högre studier som männens, och flera vetenskapliga undersökningar publicerades som påpekade de psykologiska skillnaderna mellan män och kvinnor. Dock kunde de vetenskapliga undersökningarna inte påvisa några större skillnader i intelligens och därför förde man fram att det var intresset, som skiljde män och kvinnor åt. På så sätt förklarade man att mannens benägenhet att intressera sig på djupet inom ett område gjorde honom mer lämpad för vetenskaplig verksamhet. Kvinnorna intresserade sig istället mer ytligt för flera olika saker. I 1945 års universitetsutredning hade man lyft fram att många kvinnor från den högre socialklassen sökte sig till universiteten trots att de inte var lämpade för högre studier. Utredarna hade även betonat att det allra främst var studenter inom de humanistiska ämnena, som hade svårt att hålla studietakten.

I 1945 års universitetsutredning konstaterades utvecklingen för kvinnliga studenter mellan åren 1930 och 1937:
Avbrottsfrekvensen för kvinnliga studenter är högre i socialgrupp I än i socialgrupp II. Denna höga avbrottsfrekvens, speciellt bland de kvinnliga studerande från socialgrupp I, torde sammanhänga med att ett förhållandevis stort antal för högre studier obegåvade, välsituerade studenter skriver in sig vid universitetens och de fria högskolornas humanistiska sektioner.

### Lagstiftningen ändras
År 1943 krävde ABKF, Fredrika-Bremer förbundet och Svenska kvinnors samarbetsförbund behörighetslagens avskaffande och fullständig likställighet med männens villkor. År 1949 ändrades paragraf 28 i grundlagen, från "Infödde svenske män" till "medborgare". Detta innebar att samtliga särbestämmelser om kvinnor togs bort och kvinnor och män blev formellt likställda, med undantag för förbudet att bli präst.

## Kvinnor vid universiteten under 1950-talet
Under 1950-talet fortsatte andelen kvinnliga studenter att öka och under decenniet ökade andelen kvinnliga studenter från cirka 30% till 40% vid universiteten. Ökningen vid Uppsala universitet var något större än vid Lunds universitet. Vid mitten av 1950-talet gick några språkprofessorer till attack mot kvinnliga studenter och förklarade att de inte var lämpade för studier vid universitetet. De kvinnliga studenterna framställdes som obegåvade och nervöst lagda, och språkprofessorerna menade att kvinnliga studenter inte klarade av att utsättas för hårdare prövningar utan att få ett nervöst sammanbrott. De kvinnliga studenterna hade inte kommit till universitetet för att studera utan för att hitta en make och kvinnorna ansågs inte passa in i den krävande studentrollen menade professorerna.

### Den svenska begåvningsreserven
Universiteten skulle under 1950-talet följa med i den internationella vetenskapliga utvecklingen, för att på så sätt bidra till det moderna samhället. Därmed gjordes stora nysatsningar och regeringen tillsatte flera utredningar som kartlade hur en upprustning och expansion av universiteten skulle gå till. Målsättningen var breddad rekrytering, för att uppnå en social och geografisk utjämning bland studenterna. Då jakten på den svenska begåvningsreserven inleddes för ökad rekrytering till högre utbildning bland de lägre sociala klasserna var det endast den manliga befolkningen som kartlades, eftersom utredarna utgick utifrån militärens register. Den begåvningsreserv som fanns bland kvinnorna negligerades helt. Det fanns en tanke om att det främst var män som var lämpade för den akademiska världen. Vid rekryteringen till högre utbildning blev därför klassbakgrund viktigare än könstillhörighet. Flera kvinnliga debattörer reagerade mot att inte kvinnorna räknades som en viktig begåvningsreserv, men deras inlägg i tidningarna bemöttes oftast av tystnad.

### Universitetsutredningen år 1955
1955 års universitetsutredning skulle kartlägga universitetets behov av resurser och samhällets behov av utbildad akademisk arbetskraft. De sakkunniga akademikerna bakom universitetsutredningen ifrågasatte kvinnors förmåga att tillgodogöra sig den högre utbildningen och betonade att kvinnor hade svårigheter att klara av högre studier. Utredningen framhöll att det var den humanistiska fakulteten som dragit till sig allra flest studenter de senaste tio åren (där många var kvinnor) men att antalet studenter som inte avlade examen vid den humanistiska fakulteten var "skrämmande stort".  En viktig uppgift för utredningen var att föreslå åtgärder för att effektivisera den humanistiska utbildningen. Därmed kände språkprofessorerna att deras ämnen hotades, och att deras ämnes status skulle minska. Flera av språkprofessorerna kom att offentligt koppla ineffektiviteten vid de humanistiska institutionerna till de kvinnliga studenterna. Vid Uppsala universitet samlades språkprofessorerna till en debatt kring frågan om kvinnors syfte med universitetsstudier främst var att hitta en make. Problemet med avbrutna studier kopplades därmed endast till kvinnorna.  Utredarna hävdade också kunna se tydliga skillnader mellan könen då fler män än kvinnor genomförde sina humanistiska studier.

## Kvinnor vid universiteten under 1960-talet
Under 1960-talet fortsatte utvidgningen av det svenska utbildningssystemet och efterkrigstidens utbildningsexpansion hade två syften: att öka jämställdheten och att öka tillväxten i det svenska samhället. Vid 1960-talet införlivades flera fackhögskolor i universitetsvärlden; lärar, social, journalist, konstnärliga och vård-högskolor, där många var kvinnor.  Vid mitten av 1960-talet utgjorde kvinnliga studenter vid universiteten omkring 40% och under decenniet började de akademiska kvinnornas villkor uppmärksammas i samhällsdebatten.

### Akademisk sekreterarutbildning inrättas för kvinnliga studenter
Trots satsningen på en utbyggnad av universitet och högskolor uppmärksammades det att det fanns ett överskott av studenter inom de humanistiska ämnena, där majoriteten utgjordes av kvinnliga studenter. För att minska tillströmningen till språkkurserna inrättades en typisk kvinnodominerad utbildning vid universitetet under 1960-talet. Denna utbildning kallades för akademisk sekreterare och kursen kan ses som ett sätt att få bort de kvinnliga studenterna från de ordinarie utbildningarna vid universiteten. Utbildningen omfattade ett års studier på handelsgymnasium, fyra akademiska betyg samt sex månaders praktikarbete. Det fanns två inriktningar på utbildningen, en språklig och en företagsekonomisk. Sekreteraryrket var av tradition ett kvinnoyrke och genom att kalla utbildningen för akademisk sekreterare hoppades man att kvinnorna skulle välja denna. Även om utbildningen knöts till universitetet jämställdes den inte med annan akademisk utbildning eftersom lån och stipendiemöjligheterna var sämre för akademisk sekreterare. Om man tittar på könsfördelningen för denna kurs var det nästan enbart kvinnor som sökte till utbildningen.

### Akademiska kvinnors villkor uppmärksammas
De akademiska kvinnornas villkor och jämställdhetsfrågan började under 1960-talet uppmärksammas i samhällsdebatten. Kvinnliga studenters situation diskuterades allt mer, bland annat i samband med debatten gällande sambeskattningen. På grund av den nya generationen kvinnliga akademiker, som representerade ett annat kvinnoideal med förvärvsarbetande unga kvinnor med högre utbildning, beslutade sig regeringen år 1965 för att införa särbeskattning av äkta makar. Till skillnad från hur det var under 1950-talet lyftes kvinnorna vid 1960-talet fram som en viktig begåvningsreserv. I samband med jämställdhetsdebatten under 1970-talet kom det öppna motståndet mot kvinnliga studenter att tonas ned.

## Kvinnor i majoritet vid högskola och universitet
I samband högskolereformen 1977 där breddad rekrytering ingick blev kvinnorna för första gången i majoritet vid högskolan, och har förblivit det sedan dess. Genom reformen steg andelen kvinnor vid högskolan med 10 procentenheter till 53%. Detta berodde bland annat på att de stora utbildningarna inom vård och undervisningsområdet som införlivades i högskolan var kvinnodominerade. Med åren har andelen kvinnor fortsatt att öka och hösten 2020 var 61% av de registrerade studenterna kvinnor och 39% män vid högskolan, och kvinnor är även i majoritet vid universiteten. Kvinnor och män studerar i hög grad skilda ämnen och väljer olika utbildningar, vilket gäller såväl grundnivå och avancerad nivå, som forskarnivå. Könsfördelningen på de största yrkesexamensprogrammen har blivit mer jämn på de manligt dominerande utbildningarna till civilingenjör och högskoleingenjör, dock inte på de kvinnligt dominerande utbildningarna till sjuksköterska och lärare.

### Ökat antal kvinnor inom forskarutbildning
Sedan 1970-talet har andelen kvinnor inom forskarutbildningen ökat. Under perioden 1945-1970 var andelen kvinnor som disputerade för en doktorsgrad  i genomsnitt 6%. Professurer och andra forskartjänster dominerades fortfarande på 1970-talet av män. Detta berodde till viss del på att barnafödande och traditionella familjestrukturer hindrade kvinnorna från att beträda en forskarkarriär. Det berodde också på att konventioner var inbyggda i själva systemet. Vid slutet av 1970-talet var 3% av alla professorer kvinnor, men med åren har denna andel ökat och år 2020 var 31% av alla professorer kvinnor. Under första hälften av 1970-talet var andelen disputerande kvinnor för en doktorsgrad 15% och andelen kvinnor kom att öka de följande decennierna, och år 2004 hade andelen kvinnor stigit till 45%. Dock finns det stora skillnader mellan olika ämnesområden. Vid mitten av 1970-talet var andelen kvinnor som avlade doktorsexamen ungefär 13% inom medicin och 4% inom teknik, och denna andel hade år 2004 ökat till  57% inom medicin och 23% inom teknik. Under samma tidsspann har andelen kvinnor med doktorsexamen inom humaniora ökat från 28% till 58%. Andelen kvinnor som påbörjade doktorandutbildning uppgick för första gången till 50% år 2004, vilket borde medföra att andelen kvinnor bland dem som avlägger doktorsexamen ökar framöver.